# Thomas Nkono
Thomas Nkono, né le 20 juillet 1955 à Dizangué, est un footballeur international camerounais évoluant au poste de gardien de but durant sa carrière. Il a été désigné deux fois joueur africain de l'année, en 1979 et 1982.

## Biographie

### Débuts au Cameroun
À 19 ans, en 1974, Thomas Nkono trône déjà dans les buts du Canon Yaoundé, tout récent champion d'Afrique 1971. Il enlève son premier titre national un an plus tard. Vladimir Beara arrive bientôt au pays. L'ancien gardien de but yougoslave et nouvel entraîneur des Lions est ce qui peut arriver de mieux au jeune Thomas. Il sera son premier professeur. Le seul qui, en janvier 1976, le met en réserve afin qu'il ait le temps de "simplifier et de mûrir son jeu". La concurrence avec Joseph-Antoine Bell, le gardien de l'Union de Douala, est déjà à l'ordre du jour. 
En 1975, prêté au Tonnerre Yaoundé, Nkono remporte la première Coupe des coupes d'Afrique. Le Stella Club d'Adjamé défait, crie au scandale. Le prêt de joueurs est illégal en Afrique à cette époque. 
Qu'importe, le 3 décembre 1978 à Conakry, Nkono est le héros d'une finale en Coupe des clubs champions africains 1978. Grâce à lui, le Hafia FC ne reviendra pas dans ce match retour (0-0), après avoir perdu à Yaoundé. L'envoyé spécial du mensuel français Mondial dit de Nkono « qu'il est dans la lignée des plus grands : Yachine, Banks ou Shilton ». 
Sur le plan national, le Canon de Nkono, Théophile Abega, Manga, Arantes Mbida… domine le championnat et aligne les titres. En 1979 et 1980, les verts et rouges enlèvent deux autres trophées africains. Leur gardien de but est seul à ce poste à être désigné meilleur joueur du continent. Normal donc que le Mundial espagnol ne soit une révélation qu'en dehors du continent. Les médias internationaux couvrent alors assez peu l'Afrique. 

### Espanyol de Barcelone
Il gardera les buts de l'Espanyol de Barcelone pendant près d'une décennie, sans jamais être remplaçant. 
En 1988, contre toute attente, l'Espanyol manque un coup. Après avoir éliminé les Allemands de Borussia Mönchengladbach (1-0 ; 4-1), les Tchécoslovaques de FC Vítkovice (2-0 ; 0-0), enfin les Belges de FC Bruges (0-2 ; 3-0), l'Espanyol manque sa finale face au Bayer Leverkusen. Le 18 mai, Nkono encaisse trois buts et malgré un arrêt lors du premier tir au but allemand, l'Espanyol s'incline, ne parvenant pas à conserver l'avantage de la victoire nette de l'aller (0-3). 
Pour Nkono, les rêves d'une Coupe européenne s'envolent.

### Bolivar La Paz
À sa suite, Joseph-Antoine Bell, Jacques Songo'o et Alioum Boukar sont entrés dans des championnats européens. Lui choisit une dernière expérience en Amérique du Sud. La Bolivie l'accueille. Décembre 1997, fin de parcours. Le footballeur devient manager. « J'aide les jeunes à monnayer leur talent » explique-t-il. L'équipe nationale lui ouvre encore ses portes. Il entraîne les gardiens de but, est membre du staff des lions indomptables du Cameroun, et signale la présence en Espagne d’un bon joueur, qui deviendra l’un des piliers de l’équipe : Lauren Étamé Mayer, l’ancien joueur de Portsmouth.

### Carrière en équipe nationale

#### Coupe du monde 1982
Juin 1982, la Coupe du monde de football se joue en Espagne. Le Cameroun y participe et termine la compétition sans concéder la moindre défaite. Au bout de trois matches d'un premier tour au cours duquel seul Graziani, l'Italien, réussit à battre Nkono. Ce 23 juin là, le gardien camerounais qui est aussi le capitaine de son équipe, s'incline de justesse et à la suite d'une glissade. Il est déjà considéré comme l’un des meilleurs gardiens du tournoi, et si le Cameroun termine invaincu, c’est en grande partie à son gardien qu’il le doit. Ses réflexes étonnent, son sang-froid surprend, sa décontraction agace. 
Le 15 juin, contre le Pérou, au Stade du Riazor de La Corogne, « Tommie » démontre l’étendue de sa classe. Il arrête un tir de l’attaquant péruvien Gerónimo Barbadillo avec une main, se passe le ballon dans le dos et le reprend avec l’autre main. La légende est en marche. Nkono reçoit le titre de meilleur joueur africain de l’année 1982.
Deux mois plus tard, le 8 août, au Giants Stadium de New York, le Brésilien Tele Santana, entraîneur de la mythique équipe de Zico et autres Sócrates aligne le Camerounais dans les buts de la sélection mondiale qui affronte l'Europe, dans un match organisé par la FIFA, au profit de l'UNICEF. Suprême récompense et totale reconnaissance pour un footballeur dont le parcours était déjà impressionnant en Afrique, mais presque totalement inconnu en dehors, malgré un premier titre de meilleur joueur africain de l’année en 1979.

#### Coupe d'Afrique des Nations
Les espoirs d'une victoire en Coupe d'Afrique des nations sont déçus par trois fois (1982, 1986 et 1990). Il peut tout juste se consoler d'avoir joué les deux premiers matches du triomphe camerounais en 1984. 

#### Coupe du monde 1990
Il joue la Coupe du monde 1990 en Italie ; le Cameroun atteint les quarts de finale face à l'Angleterre. Le 1er juillet 1990 à Naples, Gary Lineker bénéficie de deux pénaltys pour battre Nkono et des Camerounais euphoriques (2-3). Les lauriers sont pour Roger Milla.
À 35 ans, Nkono a presque tout gagné. Même s'il figure encore sur la liste des 22 au mondial américain en 1994.

### Carrière d'entraîneur
- 2000-2003 :  Cameroun - assistant de Pierre Lechantre puis Winfried Schäfer
- Depuis 2003 :  Espanyol de Barcelone - entraîneur des gardiens
- 2007-2009 :  Cameroun - entraîneur assistant
- Mai 2009-juillet 2009 :  Cameroun - Sélectionneur[1]

Il met fin à sa carrière en décembre 1997, et décide de s'orienter vers une activité d'agent de joueurs. 
En juin 1999, il célèbre son jubilé, avant d'intégrer le staff technique de la sélection et s'occupe des jeunes gardiens. 
En février 2000, il assiste Pierre Lechantre à la CAN 2000 remportée par le Cameroun. 
À l'été 2000, aux Jeux olympiques de Sydney, il devient champion olympique.  
Lors de la demi-finale de la CAN 2002 contre le Mali, il va tester le gazon et fait quelques pas sur la pelouse. Une escouade de policiers armés et casqués lui sautent dessus, le plaquent avec violence sur l'herbe, le maîtrisent, le dépouillent de ses vêtements. Il se retrouve menotté et brandi à la foule ses poignets attachés. Les Camerounais menacent de ne pas jouer à la suite de cet incident. Il se sent humilié et après le match, le président malien, Alpha Oumar Konaré, se rend dans le vestiaire des Lions et présente des excuses. 
En 2003, Tommie rentre à Barcelone et reprend du service comme entraîneur des gardiens. Ce poste lui est proposé par Luis Fernandez qui était l'entraîneur de l'époque. 
Depuis 2004, Thomas Nkono est investi dans la lutte contre la pauvreté en devenant Ambassadeur du PNUD (Programme des Nations unies pour le développement), il défendra cette cause aux côtés des Ivoiriens Cyril Domoraud et Didier Drogba.
En juillet 2007, il a obtenu la nationalité espagnole. 
Il est aussi redevenu entraîneur adjoint des Lions Indomptables.
Et de mai 2009 à juillet 2009, il officie en tant que sélectionneur par intérim des Lions Indomptables, après le départ de son prédécesseur Otto Pfister. Il est remplacé à ce poste par le français Paul Le Guen.

## Palmarès

### En Club
- Vainqueur de la Coupe d'Afrique des Clubs Champions en 1978 et en 1980 avec le Canon Yaoundé
- vainqueur de la coupe d'afrique des vainqueurs de coupe en 1979.
- Champion du Cameroun en 1974, 1977, 1979, 1980 et en 1982 avec le Canon Yaoundé
- Champion de Bolivie en 1996 et en 1997 avec Bolívar La Paz
- Finaliste  de la Coupe de l'UEFA en 1988 avec l'Espanyol de Barcelone

### EnÉquipe du Cameroun
- 112 sélections entre 1976 et 1994
- Vainqueur de la Coupe d'Afrique des Nations en 1984
- Finaliste de la Coupe d'Afrique des Nations en 1986
- Participation à la Coupe d'Afrique des Nations en 1982 (Premier Tour), 1984 (Vainqueur), 1986 (Finaliste) et en 1990 (Premier Tour)
- Participation à la Coupe du Monde en 1982 (Premier Tour), 1990 (1/4 de finaliste) et en 1994 (Premier Tour)

### Distinctions Individuelles
- Ballon d'Or Africain en 1979 et en 1982
- Ballon d'Or camerounais 1978.

## Influence
Gianluigi Buffon, le gardien de but international italien, avouera plus tard : « C'est en voyant jouer Nkono que j'ai eu envie de devenir gardien de but ».
Buffon donne à son fils le prénom du gardien de but camerounais. Il déclare ceci pour justifier ce geste unique en son genre : « À mon fils, le prénom de mon idole N’kono. Ce fils lui est dédié. Au mondial 90, j’étais un tifoso inconditionnel des Lions Indomptables. Thomas N’kono me fascinait. Ma passion pour le Cameroun découle de ce fait. Le Camerounais avait une façon si exceptionnelle d’interpréter le rôle de gardien de but qu’à la fin, il ne pouvait m’être que sympathique. D’ailleurs, souligne-t-il, Nkono a changé le cours de ma carrière et forcément de ma vie. De milieu de terrain, dit-il, je suis devenu portier afin de suivre les traces de mon idole ».

## Décorations
- Chevalier de l'ordre de la Valeur